# شعبان سیدیو
شعبان سیدیو (آلبانیایی: Shaban Sejdiu؛ زادهٔ ۶ مهٔ ۱۹۵۹) کشتی‌گیر آلبانیایی‌تبار اهل یوگسلاوی بود.
وی در مسابقات کشوری و بین‌المللی در مجموع برندهٔ ۲ مدال طلا، ۲ مدال نقره، ۳ مدال برنز شده‌است.